# Tanjay
Tanjay is een stad in de Filipijnse provincie Negros Oriental. Het is de hoofdstad van de provincie. Bij de laatste census in 2007 had de stad bijna 79 duizend inwoners.

## Geografie

### Bestuurlijke indeling
Tanjay is onderverdeeld in de volgende 24 barangays:
| - Azagra - Bahi-an - Luca - Manipis - Novallas - Obogon - Pal-ew - Poblacion I - Poblacion II - Poblacion III - Poblacion IV - Poblacion V | - Poblacion VI - Poblacion VII - Poblacion VIII - Poblacion IX - Polo - San Isidro - San Jose - San Miguel - Santa Cruz Nuevo - Santa Cruz Viejo - Santo Niño - Tugas |

## Demografie
Tanjay had bij de census van 2007 een inwoneraantal van 78.539 mensen. Dit zijn 8.370 mensen (11,9%) meer dan bij de vorige census van 2000. De gemiddelde jaarlijkse groei komt daarmee uit op 1,57%, hetgeen lager is dan het landelijk jaarlijks gemiddelde over deze periode (2,04%). Vergeleken met de census van 1995 is het aantal mensen met 12.905 (19,7%) toegenomen.
De bevolkingsdichtheid van Tanjay was ten tijde van de laatste census, met 78.539 inwoners op 276,05 km², 284,5 mensen per km².
Amlan · Ayungon · Bacong · Bais · Basay · Bayawan · Bindoy · Canlaon · Dauin · Dumaguete · Guihulngan · Jimalalud · La Libertad · Mabinay · Manjuyod · Pamplona · San Jose · Santa Catalina · Siaton · Sibulan · Tanjay · Tayasan · Valencia · Vallehermoso · Zamboanguita